# Гордень

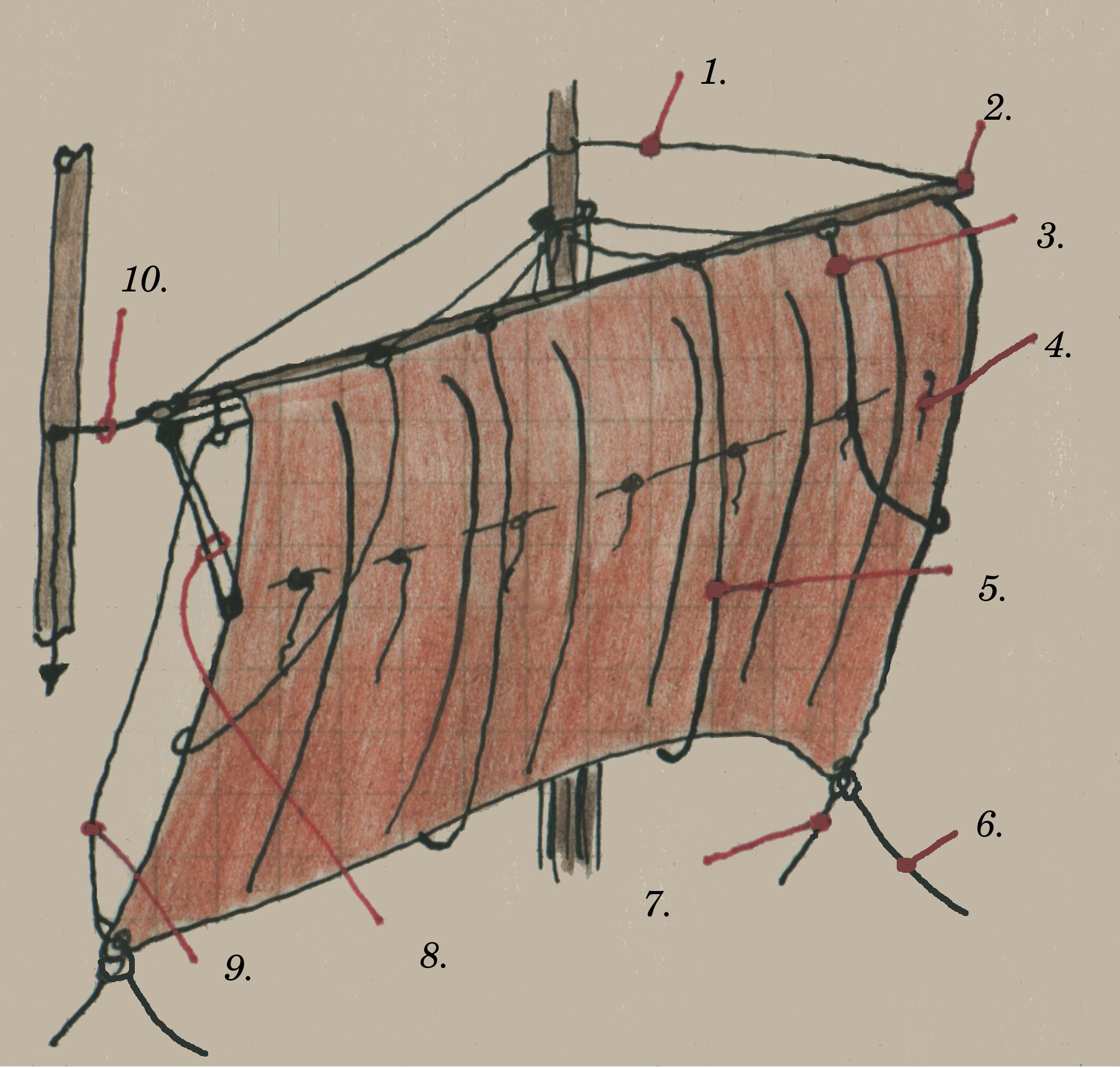
Под №5 видны гордени

Го́рдень (от нидерл. gording) — снасть бегучего такелажа парусного судна, с помощью которой прямые паруса подтягивают к реям при их уборке.
В зависимости от своего местонахождения гордени получают дополнительные наименования (бык-гордень для нижней шкаторины паруса, нок-гордень — для боковой.
Гордень подъёмный — простейшее подъёмное приспособление, состоящее из неподвижного одношкивного блока, привязанного к какому-нибудь предмету, например, марсу или рею и пропущенного через него троса, шкентеля. Даёт удобное направление тяги без выигрыша в силе.
Тонкий гордень называют гордешок.